# 弗賴堡 (緬因州)
弗賴堡（英語：Fryeburg）是一個位於美國緬因州牛津縣的鎮。

## 人口
根據2020年美國人口普查的數據，弗賴堡的面積為170.65平方千米，當中陸地面積為151.07平方千米，而水域面積為19.58平方千米。當地共有人口3369人，而人口密度為每平方千米20人。